# Västerfjälls kapell
Västerfjälls kapell är ett kapell som tillhör Arjeplogs församling i Luleå stift. Kapellet ligger två kilometer väster om Västerfjället.

## Kyrkobyggnaden
Träkapellet uppfördes efter ritningar av arkitekt Bo Grefberg och invigdes sommaren 1957 av biskop Ivar Hylander.
Byggnaden har en stomme av trä och fasader klädda med vitmålad liggande träpanel. Det valmade sadeltaket var från början täckt av tjärade spån, men är numera täckt med plåt.
Kyrkorummets väggar och tak är klädda med obehandlad träpanel. Golvet är belagt med brädor.
Väster om kapellet finns en fristående klockstapel ritad av arkitekten. En kyrkklocka är skänkt av kung Gustaf VI Adolf.